# Sushi pizza
La sushi pizza è un prodotto gastronomico tipico della cucina canadese. La sushi pizza è una variante del sushi giapponese servito in Canada e negli Stati Uniti d'America nord-orientali.

## Origini
Le origini della sushi pizza sono discutibili, ma un cuoco del ristorante di sushi giapponese dell'Atami Sushi Restaurant di Montréal, in Québec, ha sostenuto che nel 1992 ha inventato il piatto. A causa della popolarità raggiunta nella città di Toronto, la sushi pizza è rapidamente diventato uno dei piatti caratteristici città, insieme al Peameal Bacon Sandwich.

## Composizione
La base è costituita da un croccante strato di riso fritto ed è sormontato da uno strato di fette di avocado, uno strato di salmone, tonno o granchio affettati, maionese miscelata a wasabi in polvere, e nell'insieme viene servita in spicchi. Zenzero sottaceto, nori, uova di pesce o caviale sono a volte serviti come contorni.

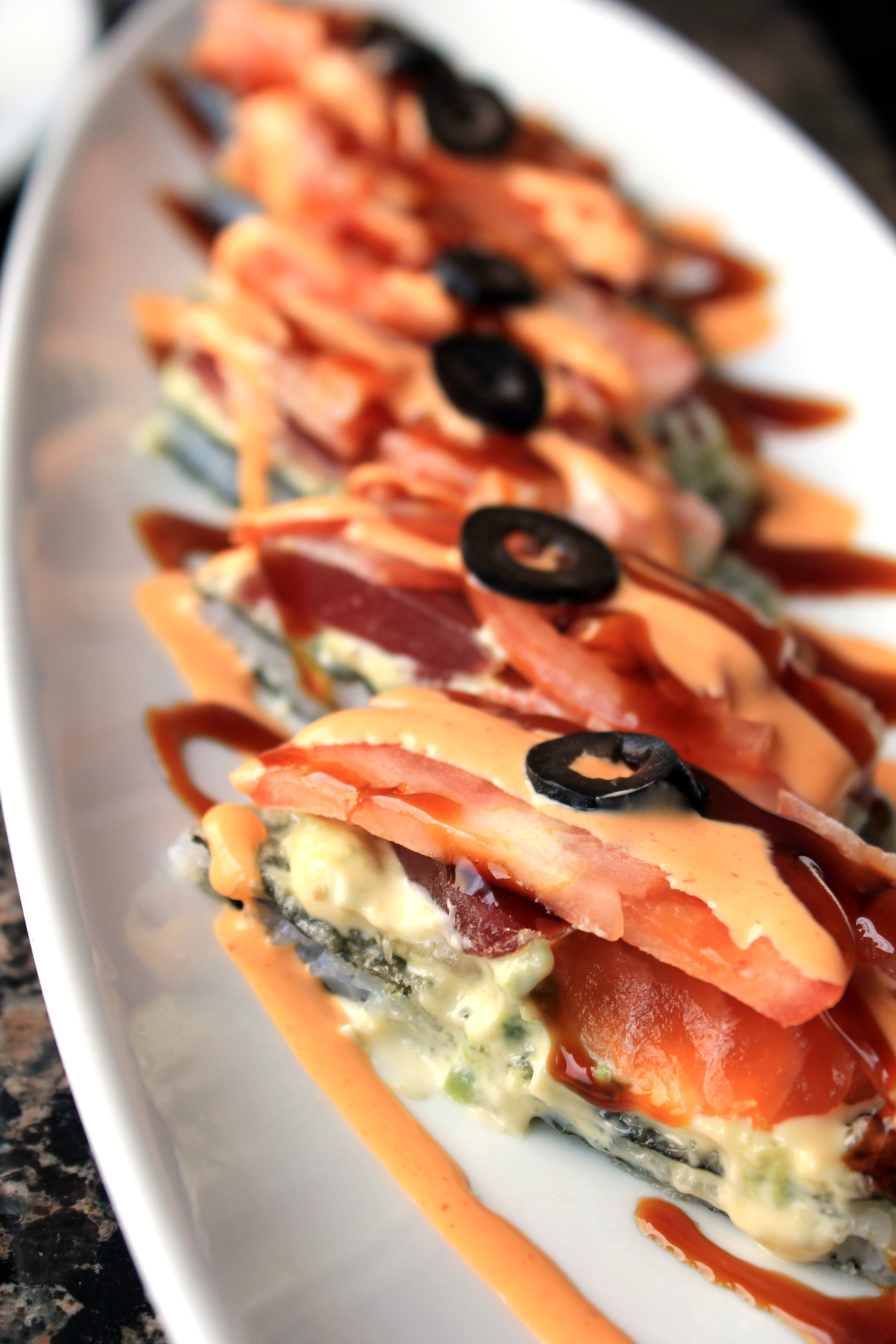
Sushi pizza
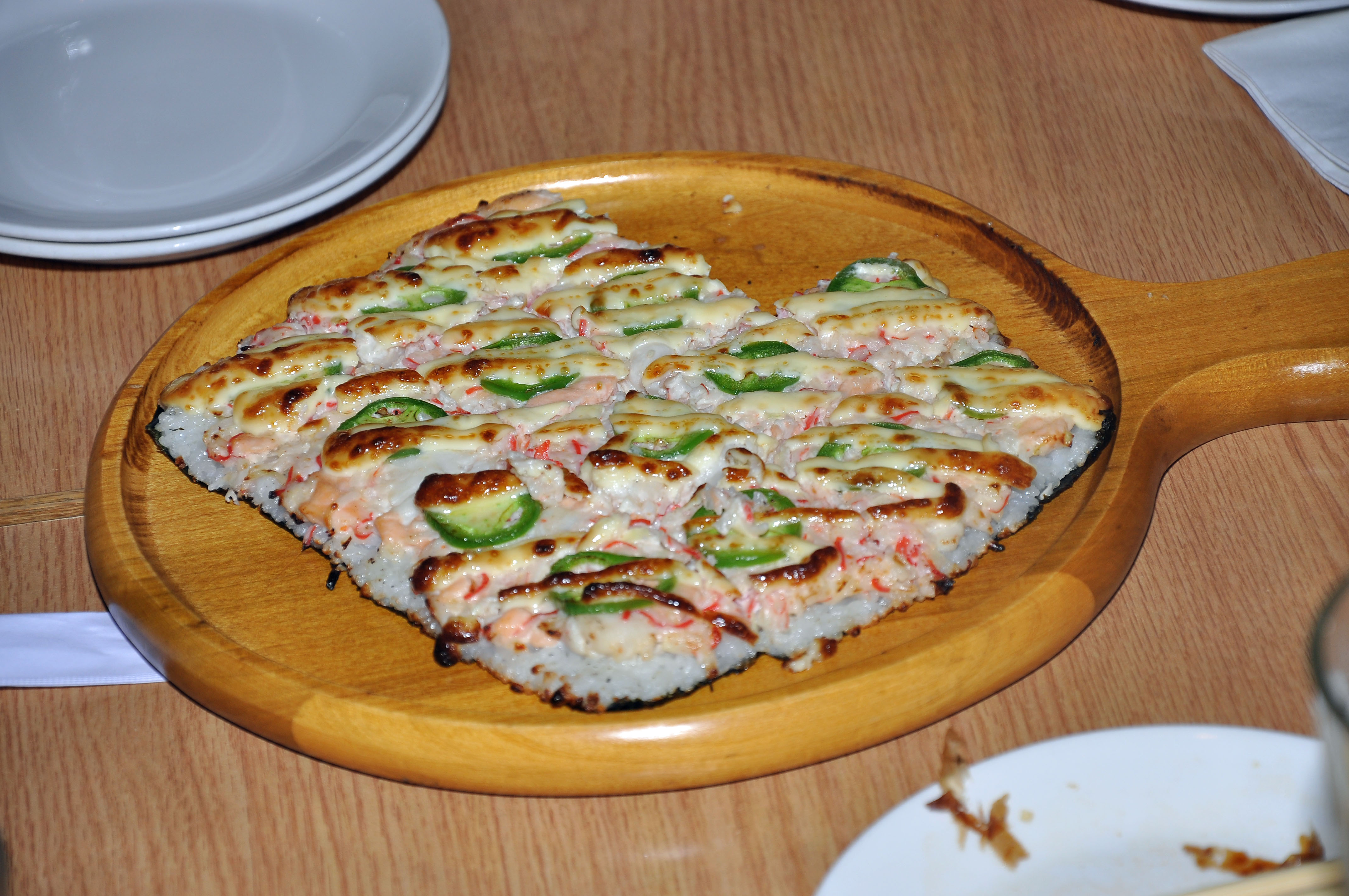
Sushi pizza proveniente da un ristorante hawaiano